# Liste israelisch-portugiesischer Städte- und Gemeindepartnerschaften
Diese Liste israelisch-portugiesischer Städte- und Gemeindepartnerschaften führt die Städte- und Gemeindefreundschaften zwischen den Ländern Israel und Portugal auf.
Die israelisch-portugiesischen Städtefreundschaften stehen vor allem in Verbindung mit der langen Geschichte des Judentums in Portugal. Daher sind bislang überwiegend Orte der Rede de Judiarias, der Vereinigung mittelalterlicher portugiesischer Ortschaften mit historischen jüdischen Gemeinden solche Städtepartnerschaften eingegangen. 1982 wurde die erste Städtefreundschaft dieser Art eingerichtet, bisher folgten drei weitere (Stand 2010).

## Liste der Städtepartnerschaften und -freundschaften
| Israelischer Ort | Portugiesischer Ort | Seit | Anmerkung |
| ---------------- | ------------------- | ---- | --------- |
| Chadera          | Tomar               | 1983 |           |
| Herzlia          | Funchal             | 1991 |           |
| Rosch Pina       | Belmonte            | 1996 |           |
| Safed            | Guarda              | 1982 |           |